# Melanie Horsetzky von Hornthal
Melanie Horsetzky von Hornthal, auch Melanie von Horsetzky Edle von Hornthal oder Melanie Horsetzky (* 7. April 1852 in Wien; † 28. April 1931 ebenda), war eine österreichische Bildhauerin.

## Leben
Melanie Horsetzky von Hornthal erhielt ihre Ausbildung beim Bildhauer Robert Trimmel (1859–1936) sowie kurzzeitig bei Auguste Rodin in Paris und widmete sich überwiegend dem Porträtfach. Bereits nach dem ersten Unterrichtsjahr stellte sie im Künstlerhaus Wien aus. Sie schuf unter anderem Büsten von Admiral Maximilian Daublebsky, Freiherr von Sterneck (im Heeresgeschichtlichen Museum) und der Universitätsprofessoren Heinrich Siegel und Wilhelm Emil Wahlberg (beide im Arkadenhof der Universität Wien) sowie kunstgewerbliche Arbeiten.
Sie wohnte in Wien-Josefstadt, Blindengasse 44. In ihrem Atelier am Hamerlingplatz 10 unterrichtete sie auch. 1874/1875 war sie Mitglied im Verein zur Verbreitung naturwissenschaftlicher Kenntnisse, 1902–1927 Mitglied des Vereins der Schriftstellerinnen und Künstlerinnen in Wien.
Hornthal war die erste Bildhauerin, deren Werke öffentlich aufgestellt wurden. Sie erhielt eine Goldmedaille in der Women Exhibition 1900 in London für die Terracotta-Porträtbüste des Admirals A. Eberan von Eberhorst.

## Ausstellungen (Auswahl)
- 1891: Künstlerhaus: Terracottabüste Porträt, Büste des Admirals Baron Sterneck[5]
- 1895: Künstlerhaus: Porträtbüste des Admirals Baron Sterneck[6]
- 1902: Aufstellung der Porträtbüste des Hofrats Universitätsprofessors Heinrich Siegel[7]
- 1906: Aufstellung der Porträtbüste des Universitätsprofessors W. E. Wahlberg[8]
- 1910: Ausstellung der Vereinigung bildender Künstlerinnen Österreichs, Sezession: Büste[9]
- 1920: Herbstausstellung der Berufsoffiziere: Blumenspenderin, Musik, Weiblicher Akt, Reue[10]
- 1923: Weihnachtsausstellung, Palais Schwarzenberg: Plastiken in Bronze und Terracotta[11]
- 1929: Frühjahrsausstellung, Palais Schwarzenberg: Aluminiumfigur Ägypterin, Damenbüste[12]

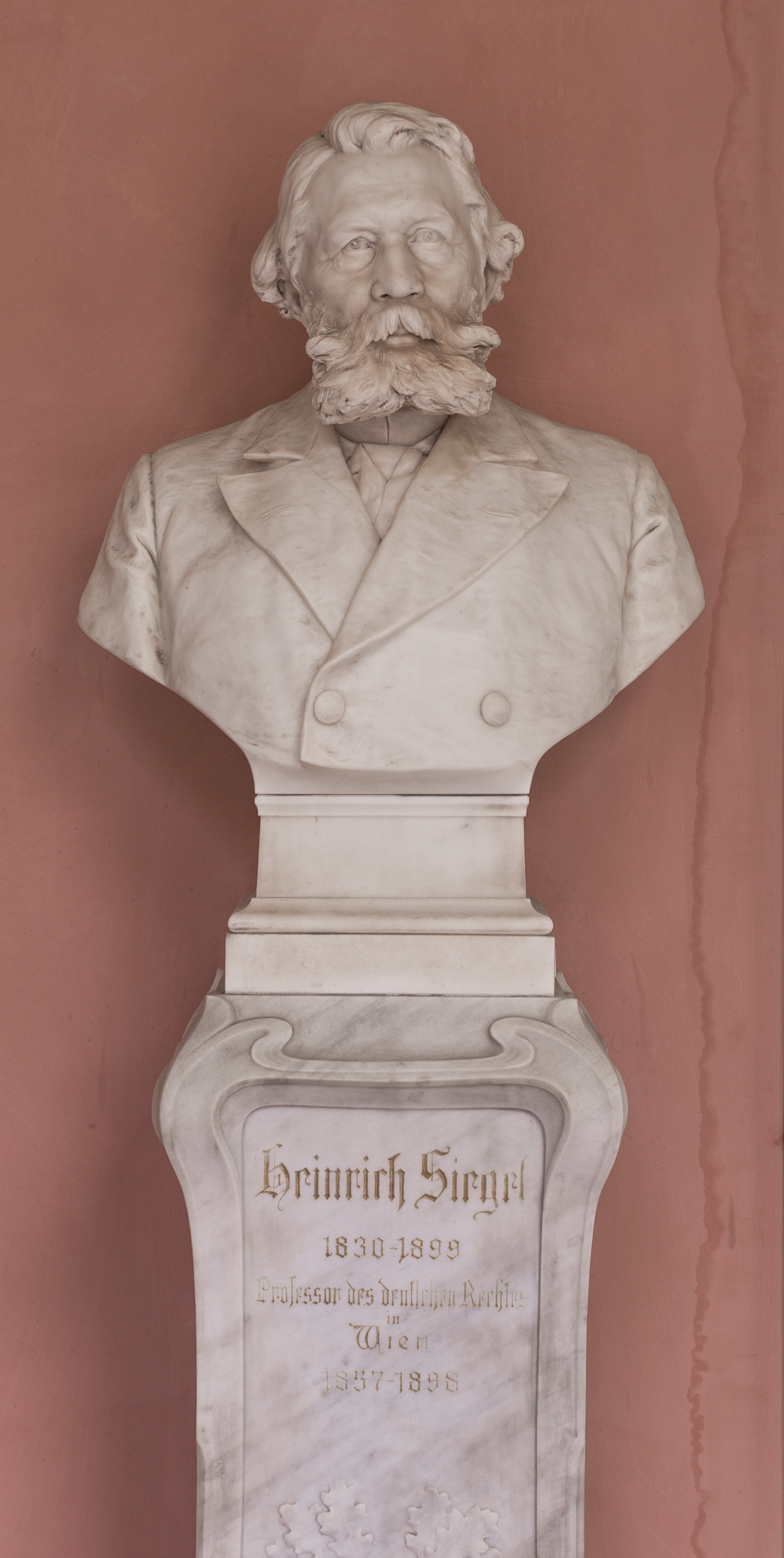
Heinrich Siegel, Porträtbüste, Marmor, 1902. Arkadenhof der Universität Wien
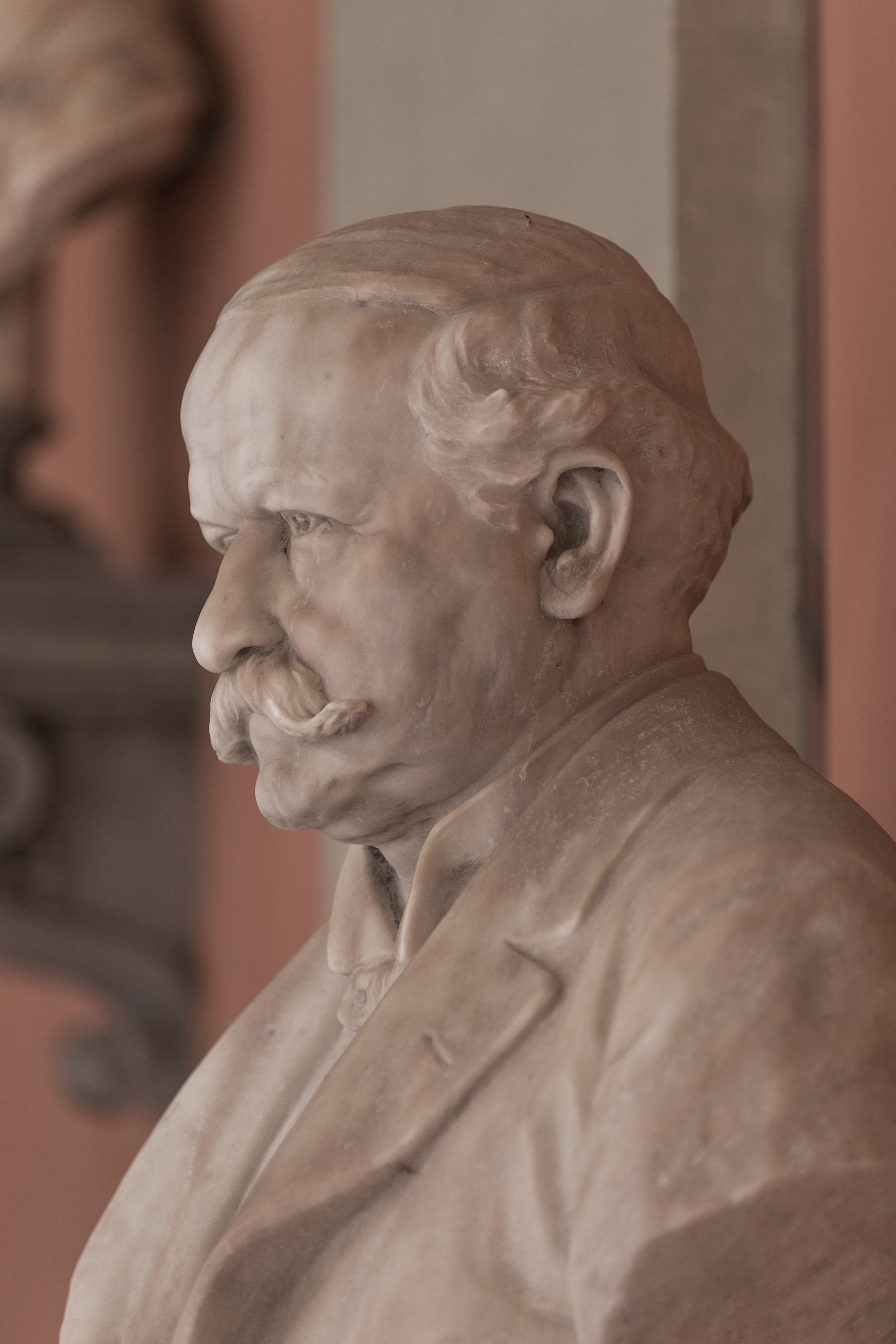
Wilhelm Emil Wahlberg, Porträtbüste, Marmor, 1906. Arkadenhof der Universität Wien
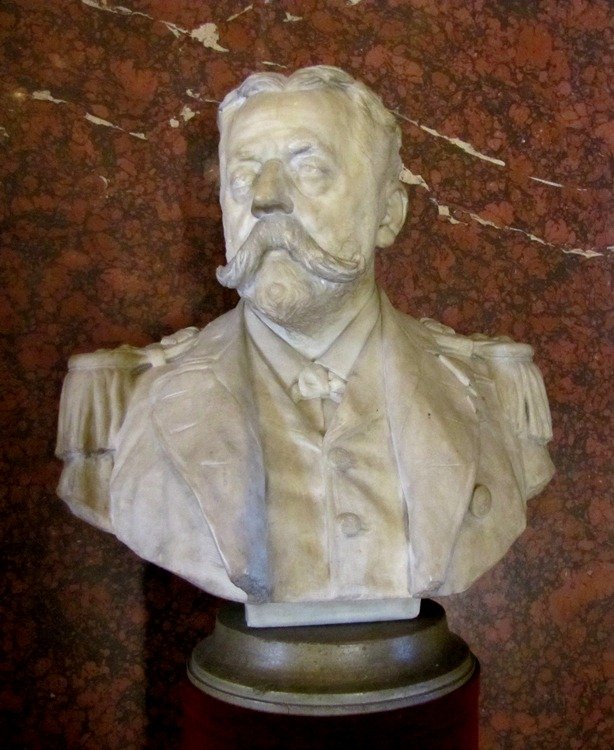
Admiral Daublebsky von Sterneck, Porträtbüste, Marmor, 1895. Heeresgeschichtliches Museum, Wien